# Kamino Masao
Masao Kamino (sinh ngày 2 tháng 5 năm 1977) là một cầu thủ bóng đá người Nhật Bản.

## Sự nghiệp câu lạc bộ
Masao Kamino đã từng chơi cho Urawa Reds.